# 5e étape du Tour de France 1994
Pour un article plus général, voir Tour de France 1994.
La 5e étape du Tour de France 1994 a lieu le 7 juillet 1994. Son départ et son arrivée sont donnés à Portsmouth, et elle est disputée sur une distance de 187 km. Elle est remportée par Nicola Minali à l'issue d'un sprint massif.

## Parcours
La deuxième et dernière étape Britannique de ce Tour de France 1994 consiste en une boucle dont Portsmouth constitue à la fois le lieu de départ et d'arrivée. Elle se déroule entièrement dans le comté du Hampshire : partant vers le Nord-Ouest jusqu'à Andover, les coureurs prennent ensuite la direction de Basingstoke avant de repartir vers Portsmouth. Deux difficultés de 4e catégorie sont répertoriées en début d'étape, alors que trois sprints intermédiaires sont disputés à Winchester, Basingstoke et Rowland's Castle.

## La course
Une nouvelle fois, Peter De Clercq profite de la première ascension de la journée pour conforter son maillot à pois. L'échappée du jour se dessine ensuite, après 25 kilomètres de course. Elle est composée de quatre coureurs : Giancarlo Perini, Edwig Van Hooydonck, Pascal Hervé et Marco Lietti. Leur avance sur le peloton ne monte que jusqu'à 3 minutes, et l'échappée est reprise à un peu plus de 10 kilomètres du but. La victoire est disputée au sprint, et Nicola Minali remporte son premier succès sur un Grand Tour. Flavio Vanzella conserve la tête du classement général, alors que Rolf Sörensen, victime d'une crevaison dans le final, doit abandonner sa quatrième place.

## Classement de l'étape
| Classement de la 5e étape | Classement de la 5e étape | Classement de la 5e étape | Classement de la 5e étape | Classement de la 5e étape |
|                           | Coureur                   | Pays                      | Équipe                    | Temps                     |
| ------------------------- | ------------------------- | ------------------------- | ------------------------- | ------------------------- |
| 1er                       | Nicola Minali             | Italie                    | Gewiss-Ballan             | en 4 h 10 min 49 s        |
| 2e                        | Olaf Ludwig               | Allemagne                 | Telekom-Merckx            | m.t.                      |
| 3e                        | Silvio Martinello         | Italie                    | Mercatone Uno-Medeghini   | m.t.                      |
| 4e                        | Ján Svorada               | Slovaquie                 | Lampre-Panaria            | m.t.                      |
| 5e                        | Djamolidine Abdoujaparov  | Ouzbékistan               | Polti-Vaporetto           | m.t.                      |
| 6e                        | Jean-Paul van Poppel      | Pays-Bas                  | Festina-Lotus             | m.t.                      |
| 7e                        | Johan Capiot              | Belgique                  | TVM-Bison Kit             | m.t.                      |
| 8e                        | Jaan Kirsipuu             | Estonie                   | Chazal-MBK                | m.t.                      |
| 9e                        | Gianluca Bortolami        | Italie                    | Mapei-CLAS                | m.t.                      |
| 10e                       | Christophe Capelle        | France                    | GAN                       | m.t.                      |
| modifier                  |                           |                           |                           |                           |

## Classement général
| Classement général après la 5e étape | Classement général après la 5e étape | Classement général après la 5e étape | Classement général après la 5e étape | Classement général après la 5e étape |
|                                      | Coureur                              | Pays                                 | Équipe                               | Temps                                |
| ------------------------------------ | ------------------------------------ | ------------------------------------ | ------------------------------------ | ------------------------------------ |
| 1er                                  | Flavio Vanzella                      | Italie                               | GB-MG Boys Maglificio                | en 21 h 44 min 55 s                  |
| 2e                                   | Johan Museeuw                        | Belgique                             | GB-MG Boys Maglificio                | + 4 s                                |
| 3e                                   | Miguel Indurain                      | Espagne                              | Banesto                              | + 14 s                               |
| 4e                                   | Lance Armstrong                      | États-Unis                           | Motorola                             | + 26 s                               |
| 5e                                   | Armand de Las Cuevas                 | France                               | Castorama                            | + 32 s                               |
| 6e                                   | Thierry Marie                        | France                               | Castorama                            | + 37 s                               |
| 7e                                   | Sean Yates                           | Royaume-Uni                          | Motorola                             | + 38 s                               |
| 8e                                   | Tony Rominger                        | Suisse                               | Mapei-CLAS                           | + 42 s                               |
| 9e                                   | Frankie Andreu                       | États-Unis                           | Motorola                             | + 43 s                               |
| 10e                                  | Thomas Davy                          | France                               | Castorama                            | + 43 s                               |
| modifier                             |                                      |                                      |                                      |                                      |

## Classements annexes

### Classement par points
| Classement par points | Classement par points    | Classement par points | Classement par points   | Classement par points |
| --------------------- | ------------------------ | --------------------- | ----------------------- | --------------------- |
|                       | Coureur                  | Pays                  | Équipe                  | Point(s)              |
| 1er                   | Djamolidine Abdoujaparov | Ouzbékistan           | Polti-Vaporetto         | 116 points            |
| 2e                    | Silvio Martinello        | Italie                | Mercatone Uno-Medeghini | 104 pts               |
| 3e                    | Olaf Ludwig              | Allemagne             | Telekom-Merckx          | 90 pts                |
| modifier              |                          |                       |                         |                       |

### Classement du meilleur grimpeur
| Classement du meilleur grimpeur | Classement du meilleur grimpeur | Classement du meilleur grimpeur | Classement du meilleur grimpeur | Classement du meilleur grimpeur |
| ------------------------------- | ------------------------------- | ------------------------------- | ------------------------------- | ------------------------------- |
|                                 | Coureur                         | Pays                            | Équipe                          | Point(s)                        |
| 1er                             | Peter De Clercq                 | Belgique                        | Lotto-Caloi                     | 41 points                       |
| 2e                              | Francisco Cabello               | Espagne                         | Kelme-Avianca-Gios              | 30 pts                          |
| 3e                              | Emmanuel Magnien                | France                          | Castorama                       | 18 pts                          |
| modifier                        |                                 |                                 |                                 |                                 |

### Classement du meilleur jeune
| Classement général du meilleur jeune | Classement général du meilleur jeune | Classement général du meilleur jeune | Classement général du meilleur jeune | Classement général du meilleur jeune |
|                                      | Coureur                              | Pays                                 | Équipe                               | Temps                                |
| ------------------------------------ | ------------------------------------ | ------------------------------------ | ------------------------------------ | ------------------------------------ |
| 1er                                  | Lance Armstrong                      | États-Unis                           | Motorola                             | en 21 h 45 min 21 s                  |
| 2e                                   | Abraham Olano                        | Espagne                              | Mapei-CLAS                           | + 34 s                               |
| 3e                                   | Vicente Aparicio                     | Espagne                              | Banesto                              | + 1 min 1 s                          |
| modifier                             |                                      |                                      |                                      |                                      |

### Classement par équipes
| Classement par équipes | Classement par équipes | Classement par équipes | Classement par équipes |
|                        | Équipe                 | Pays                   | Temps                  |
| ---------------------- | ---------------------- | ---------------------- | ---------------------- |
| 1re                    | GB-MG Boys Maglificio  | Italie                 | en 65 h 15 min 26 s    |
| 2e                     | Motorola               | États-Unis             | + 45 s                 |
| 3e                     | Castorama              | France                 | + 53 s                 |
| modifier               |                        |                        |                        |